# Regionalverkehr Köln
Der Regionalverkehr Köln GmbH (kurz: RVK) ist ein regionales Verkehrsunternehmen für den Öffentlichen Personennahverkehr (ÖPNV) mit Hauptsitz in Köln. Das Kern-Verkehrsgebiet der RVK erstreckt sich über den Kreis Euskirchen, den Rheinisch-Bergischen Kreis und den linksrheinischen Rhein-Sieg-Kreis. Daneben erbringt die RVK ihre Leistungen auch in den Städten Köln, Bonn, Leverkusen, Hürth, Brühl und Wesseling.
Die RVK ist Mitglied im Verband Deutscher Verkehrsunternehmen (VDV). Auf den Linien der RVK kommen die Beförderungsbedingungen und die Gemeinschaftstarife des VRS und VRR zur Anwendung.

## Unternehmen
Der Fuhrpark des Unternehmens besteht aus 377 eigenen Omnibussen, ergänzt durch weitere 270 Fahrzeuge von Subunternehmen.
Die RVK verfügt über sechs Betriebshöfe und eine Hauptverwaltung mit Sitz in Köln, die den Betrieb im Umland von Köln/Bonn koordiniert. Die Fahrzeugeinsätze erfolgen von sechs Niederlassungen in Wermelskirchen, Bergisch Gladbach, Hürth, Bornheim, Meckenheim und Euskirchen. Zusätzlich werden von sechs Standorten aus KundenCenter betreut, die sich in Bensberg, Overath, Rösrath, Rheinbach, Weilerswist und Kall befinden.
Die Niederlassungen in Wermelskirchen und Bergisch Gladbach bedienen hauptsächlich das Verkehrsgebiet im Rheinisch Bergischen-Kreis. Einige Linien führen jedoch auch nach Köln und zum Köln/Bonner Flughafen. Fahrzeuge, welche in Hürth, Bornheim und Meckenheim stationiert sind, bedienen das linksrheinische Gebiet des Rhein-Sieg-Kreises. Die Niederlassung in Bornheim fährt größtenteils im Auftrag der SWB Bus und Bahn und bedient vorwiegend die Stadt Bonn. Schließlich deckt die Niederlassung in Euskirchen das gesamte Verkehrsgebiet im Kreis Euskirchen ab und bedient auch einzelne Linien nach Bonn und in den Rhein-Sieg-Kreis.

## Geschichte
1976: Gründung der RVK durch Deutsche Bundesbahn und Deutsche Bundespost. Die RVK übernimmt den Omnibusdienst von der Bahn und Post im Verkehrsraum Rhein-Sieg-Wupper-Erft.
1978: Die RVK wird in die Unternehmensgruppe Vereinigte Bundesverkehrsbetriebe GmbH (VBG) eingebunden. Gesellschafter der VBG sind die Deutsche Bundesbahn und die Deutsche Bundespost.
1987: Kooperationsvertrag mit dem Verkehrsverbund Rhein-Sieg GmbH (VRS)
1995: Die VBG verkauft die RVK. Sieben kommunale Unternehmen und eine Gebietskörperschaft erwerben jeweils den gleichen Anteil an der RVK.
1999: Gründung der Regio-Bus-Rheinland GmbH (RBR)
2001: Gründung des Gemeinschaftsunternehmens Verkehrsgesellschaft Bergisches Land mbH (VBL) zusammen mit der Oberbergischen Verkehrsgesellschaft AG (OVAG, ab Juni 2014 GmbH)
2007–2011: Zertifizierungen: Qualitätsmanagement nach ISO 9001, Umweltmanagement nach ISO 14001, „mobifair“
2011: Start des Projekts „Null Emission“ mit Prototypfahrzeugen des Typs „Phileas“ von APTS, Der Betrieb von „RVK-Reisen“ wird nach 35 Jahren eingestellt.
2014: Rezertifizierung: Umweltmanagement nach ISO 14001, Verkehrsleistungen für die OVAG werden an das Tochterunternehmen VBL übergeben.
2015: Rezertifizierungen: Qualitätsmanagement nach ISO 19001, „mobifair“
2016: Zertifizierung nach Energie-Norm ISO 50001
2019: Projekt „Null Emission“: Die Auslieferung von 35 wasserstoffbetriebenen Brennstoffzellen-Hybridbussen bzw. der 20 Bioerdgas-Busse wurde gestartet.
2020–2022: Projekt „Null Emission“: Auslieferung von weiteren 60 wasserstoffbetriebenen Brennstoffzellen-Hybridbussen bzw. 39 Bioerdgas-Bussen.
2021: Übernahme von Verkehrsleistungen vom Busunternehmen Kraftverkehr Gebr. Wiedenhoff gemeinsam mit der wupsi GmbH.
2023: Erhalt des Förderbescheids für 108 weitere wasserstoffbetriebenen Brennstoffzellen-Hybridbusse.
Tochterunternehmen
Die RVK besitzt Tochterunternehmen:

Die Verkehrsgesellschaft Bergisches Land mbH (VBL) wurde 2001 gemeinsam mit der OVAG gegründet, hier hält die RVK 25 % der Anteile. Die VBL übernahm zum Jahresbeginn 2014 Verkehrsleistungen der RVK im Oberbergischen Kreis, die dort eingesetzten RVK-Fahrzeuge und das Personal. Die Verkehrsleistungen erfolgen als Subunternehmer im Auftrag der OVAG.
Das ehemalige Tochterunternehmen Regio-Bus-Rheinland GmbH (RBR) wurde im Jahr 1999 von der RVK und der Bonner Firma Univers gegründet. Sie erbrachte als Subunternehmen mit ihren zu günstigeren Tarifen eingestellten Mitarbeitern Verkehrsleistungen für die SWB. Im Herbst des Jahres 2000 übernahm die RVK den 49-%-Anteil von Univers, sodass RBR ein vollständiges Tochterunternehmen wurde. Ende 2019 wurden die Beschäftigten der RBR in die Muttergesellschaft RVK überführt.

## Fahrzeuge
Die Fahrzeugflotte der RVK besteht aus verschiedenen Fahrzeugtypen, überwiegend hergestellt von Daimler-Buses und MAN.
Die Forschung an Brennstoffzellen-Hybridbussen begann 2011 mit dem Start eines Projekts, in dem zwei Brennstoffzellen-Hybridgelenkbusse des Typs „Phileas“ des niederländischen Herstellers APTS eingeführt wurden. Nach dem Auslaufen der Förderung Ende 2016 wurden diese Fahrzeuge außer Betrieb genommen. Die HET Verkehrstechnik GmbH in Neumarkt am Wallersee erwarb einen der Busse für weitere Versuchs- und Forschungsarbeiten, im Dezember 2020 wurde er verschrottet. Das andere Exemplar dient bis heute als Ausstellungsstück auf dem Übungsgelände der RVK in Mechernich.
Die RVK erhielt 2014 zwei Vorserienfahrzeuge des Typs Van Hool A330 Fuel Cell, welche noch heute im Einsatz in Hürth sind. Am 6. Januar 2020 wurden im Rahmen der Vorstellung der neuen Flughafenlinie 423 auch die neuen Serienfahrzeuge des Typs A330 Fuel Cell von Van Hool präsentiert.
Die Zuschläge der im Jahr 2020 erfolgten Ausschreibung ging an die Firma Solaris Bus & Coach und erweiterten damit neben den 37 Brennstoffzellen-Busse des Herstellers Van Hool nun auch ein neuer Anbieter der RVK Fuhrpark-Familie.
Im April 2022 erhielt die RVK einen Förderbescheid über 108 Brennstoffzellen-Hybridbusse, die bis 2025 die Flotte erweitern sollen. Mit diesen Fahrzeugen wird die bereits heute größte europaweite Flotte von 160 wasserstoffbetriebenen Fahrzeugen weiter ausgebaut. Im August 2023 ging ein Zuschlag für die Lieferung von 18 wasserstoffbetriebenen Gelenkbussen an die Firma Solaris Bus & Coach. Die Auslieferung ist für das zweite Halbjahr 2024 geplant.
Im September 2023 nahm die RVK die zwei batterieelektrische Busse des Typs Solaris Urbino 12 Electric und eine E-Tankstelle in Betrieb. Bis zur Fertigstellung einer weiteren Ladeinfrastruktur in Wermelskirchen werden beide Busse in Meckenheim für die Erbringung von Verkehrsleistungen im linksrheinischen Rhein-Sieg-Kreis eingesetzt.
Die Gestaltung des Innenraums variierte in der Unternehmensgeschichte mehrmals, so dass heute eine breite Vielfalt existiert. Die ältesten noch im Bestand befindlichen Busse besitzen graue Sitzpolster mit kleinen bunten Streifen. Danach kam ein roter Bezug zum Einsatz, der kurze Zeit später durch den aktuellen dunkelblauen Bezug ersetzt wurde. Für die Busse, die für den Stadtverkehr Hürth und Brühl im Einsatz sind, gibt es eine abweichende Innenraumgestaltung: Die Busse verfügen über ein anderes dunkelblaues Sitzpolster, das sich in einem dunkelblauen Zierstreifen über den Fenstern widerspiegelt, und der Rollstuhlplatz befindet sich nicht, wie bei der RVK üblich, auf der Fahrerseite, sondern auf der Einstiegsseite, was insbesondere bei den Spitzenbelastungen im Schülerverkehr dazu führt, dass die Kapazität in diesem Mehrzweckbereich von den Fahrgästen voll ausgenutzt wird. Die Busse sind zudem serienmäßig mit Klimaanlage und Radio für die Fahrgäste ausgestattet. Sämtliche Wagen sind mit optischer Haltestellenanzeige (in den ab 2004 beschafften Fahrzeugen mittels TFT-Bildschirmen) sowie akustischer Haltestellenansage ausgestattet.

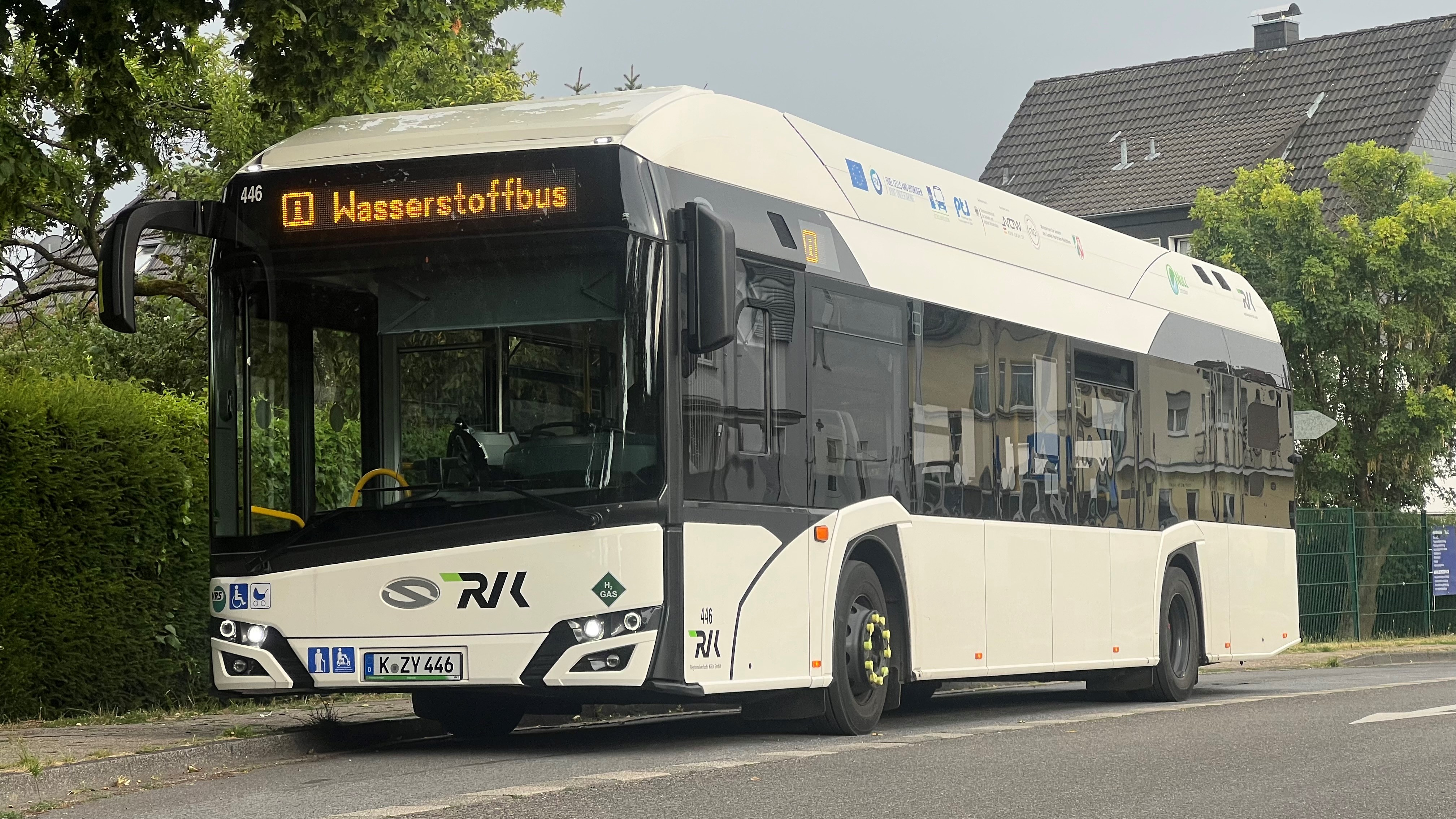
Wasserstoffbus der RVK  des Herstellers Solaris Bus & Coach
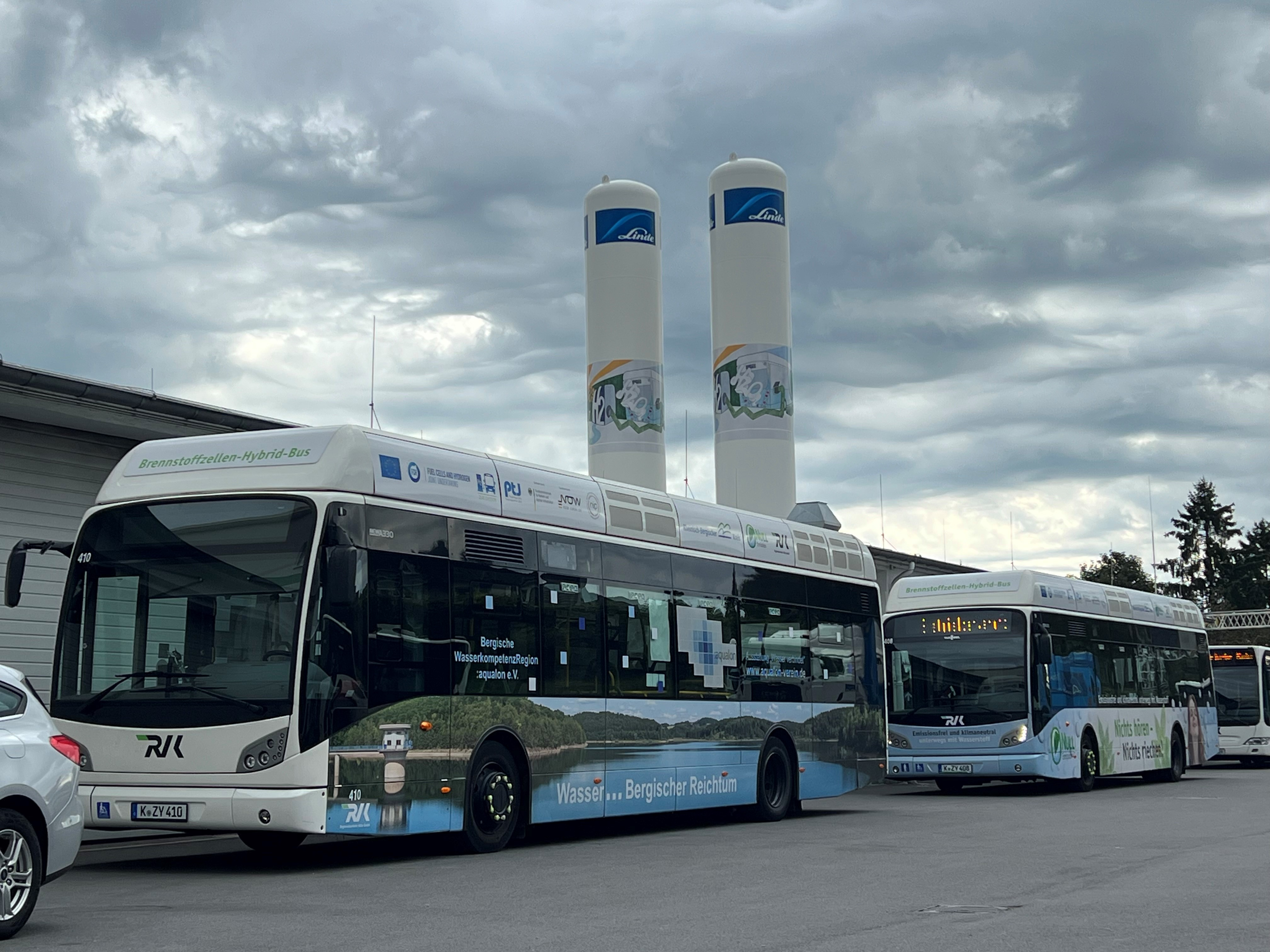
Wasserstoffbus der RVK des Herstellers Van Hool
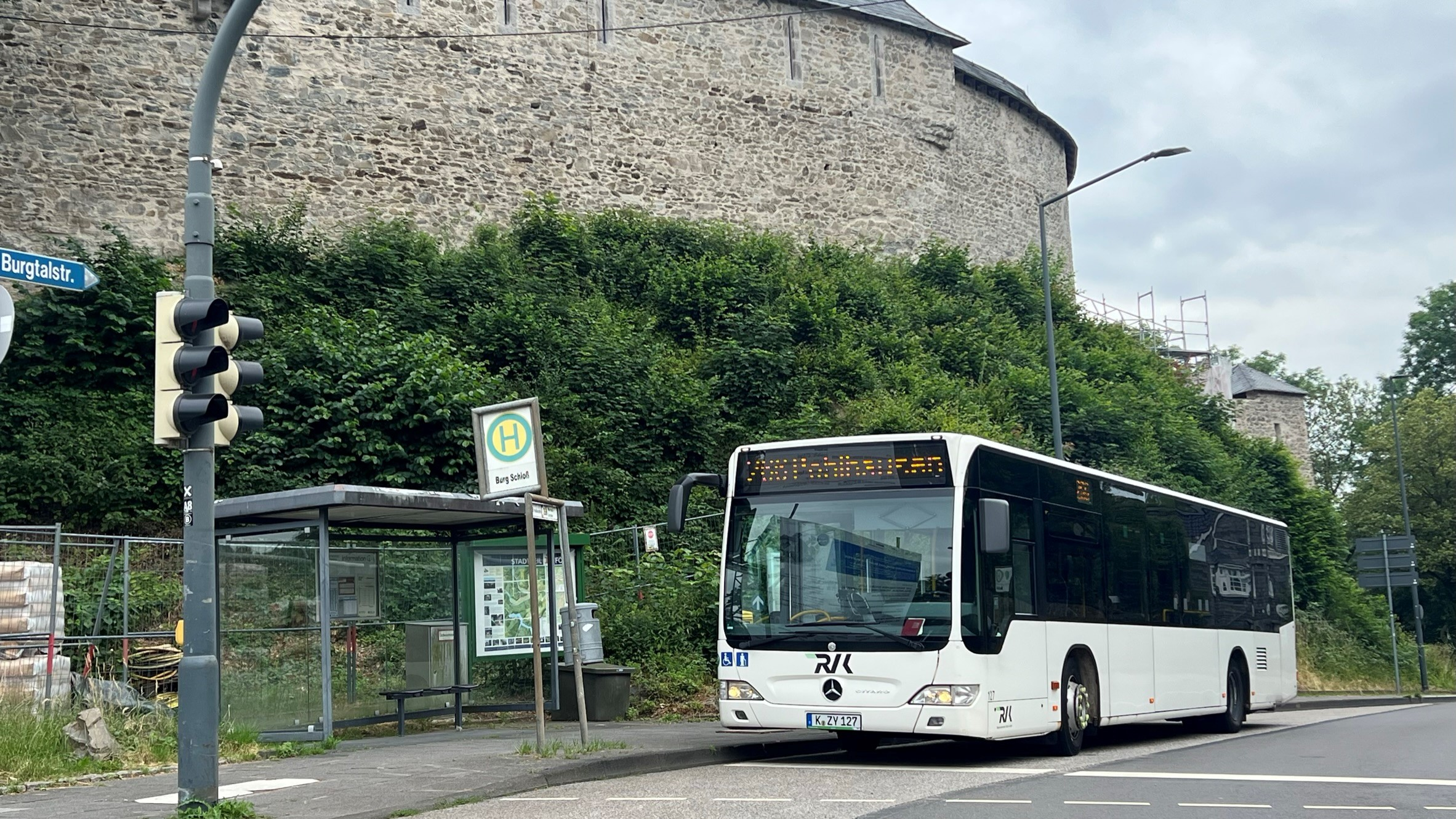
Dieselbus der RVK in Solingen-Burg
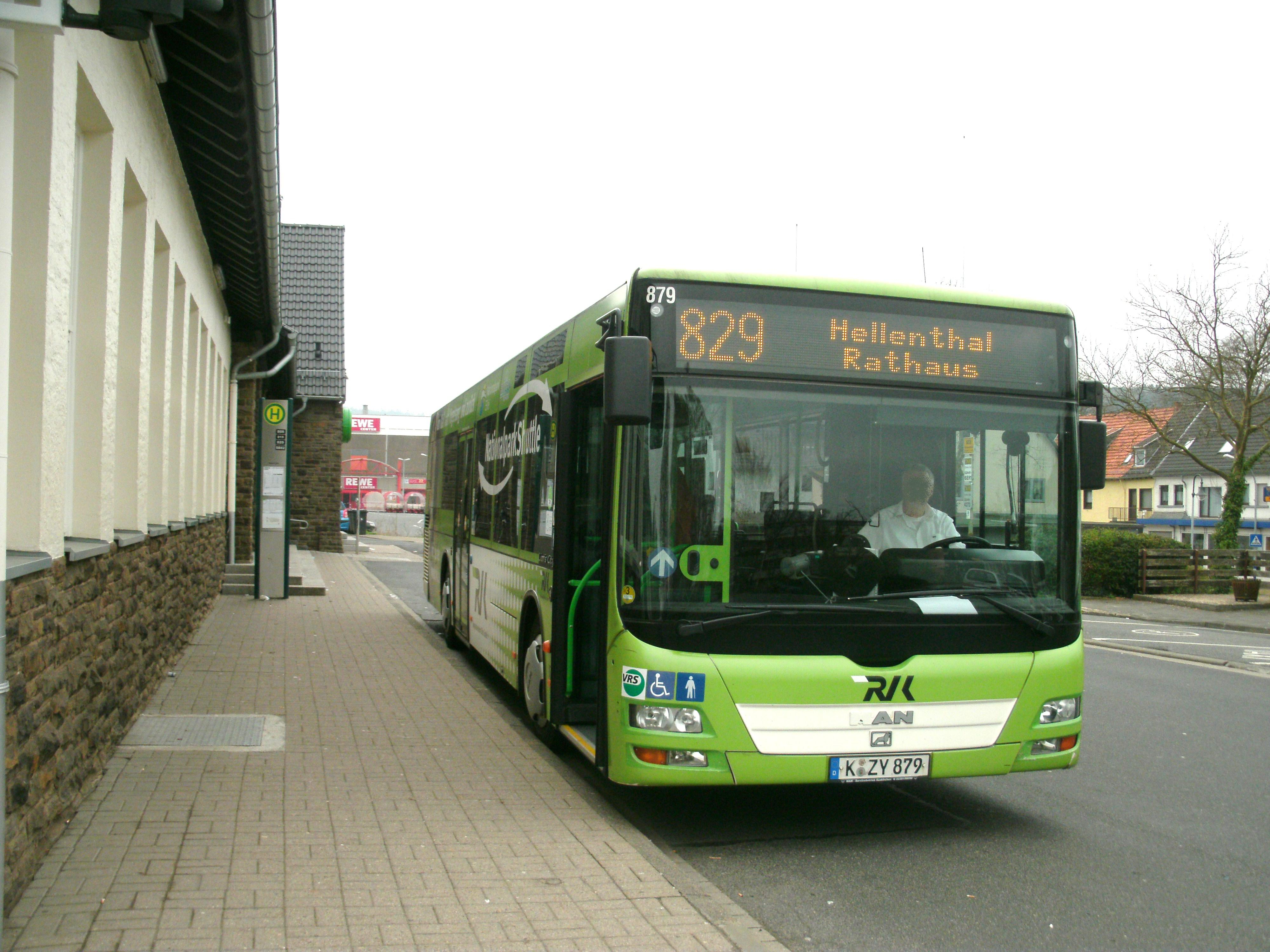
Linienbus der RVK am Bahnhof Kall
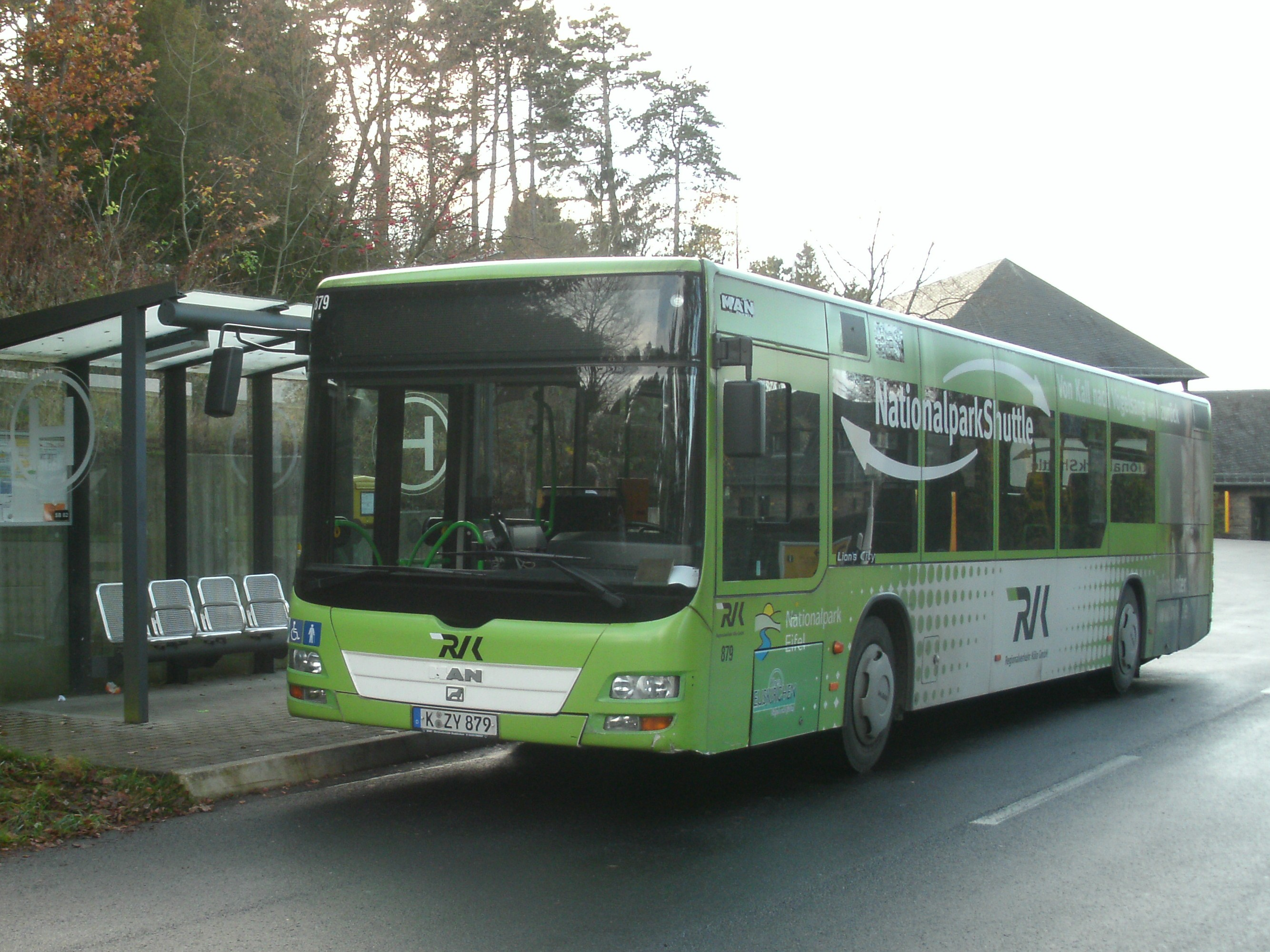
Linienbus der RVK am Adlerhof Vogelsang (2011)
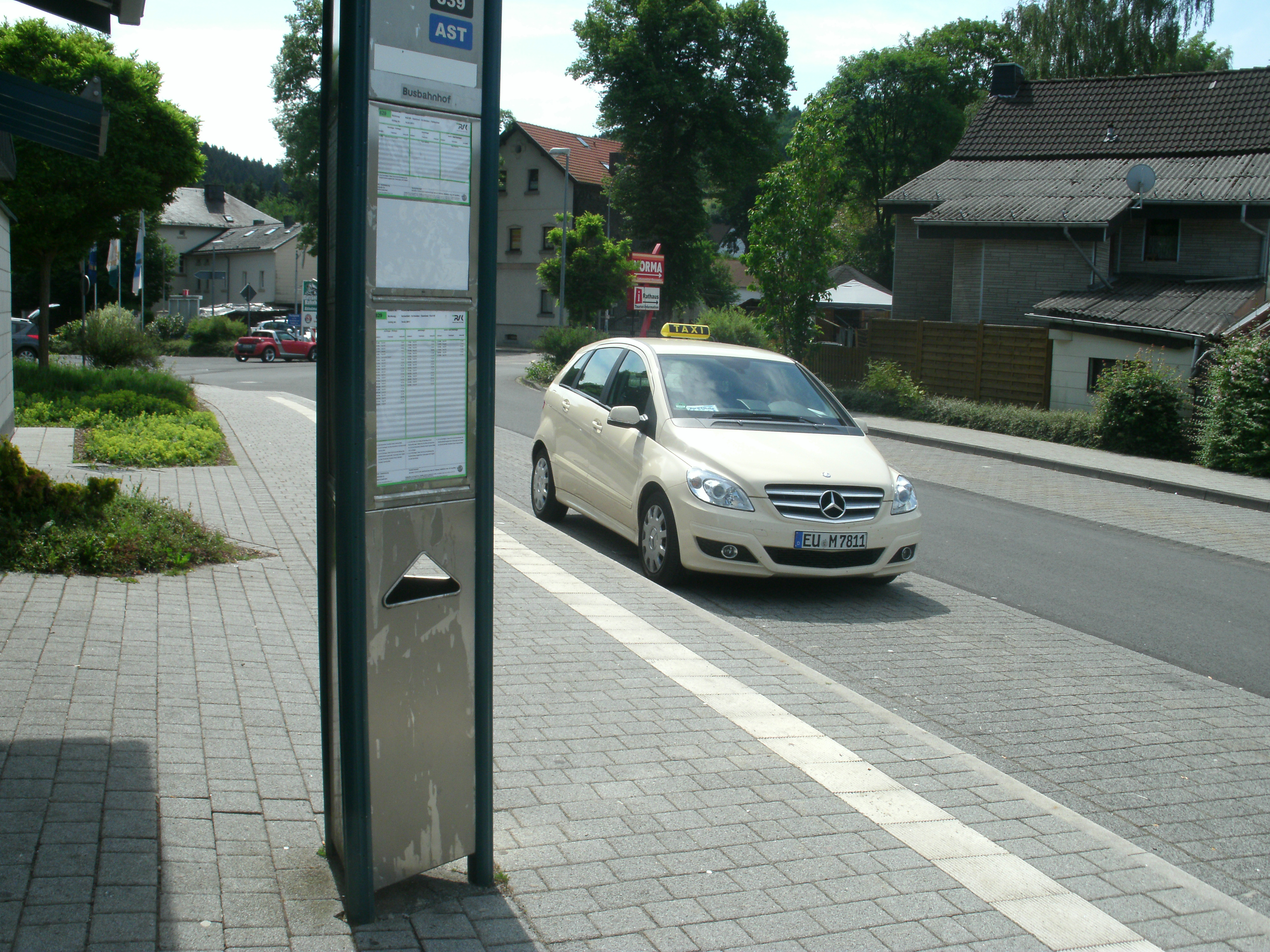
TaxiBus der RVK am Busbahnhof Hellenthal (2011)
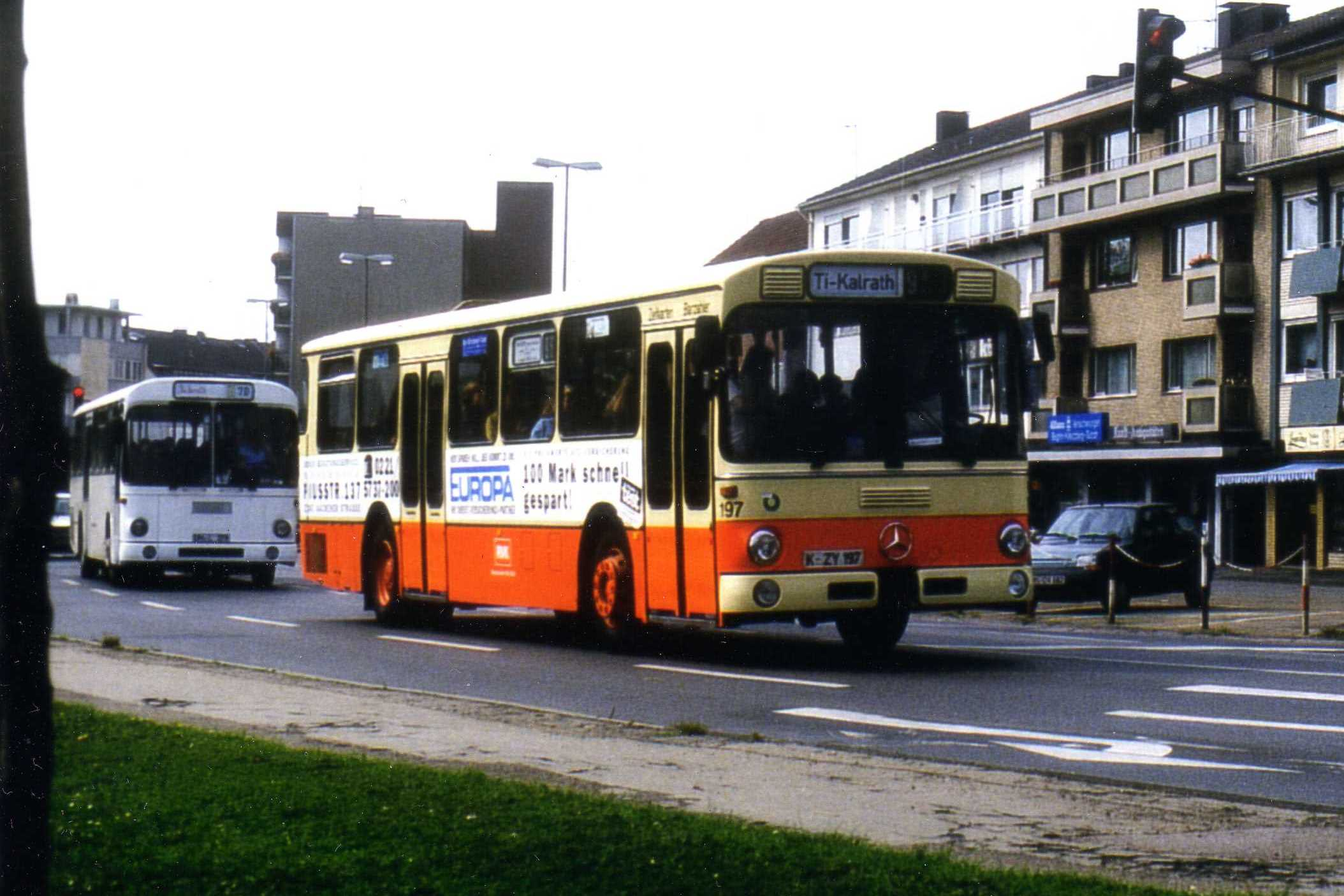
RVK-Bus im Farbschema der Anfangsjahre in Jülich (1992)
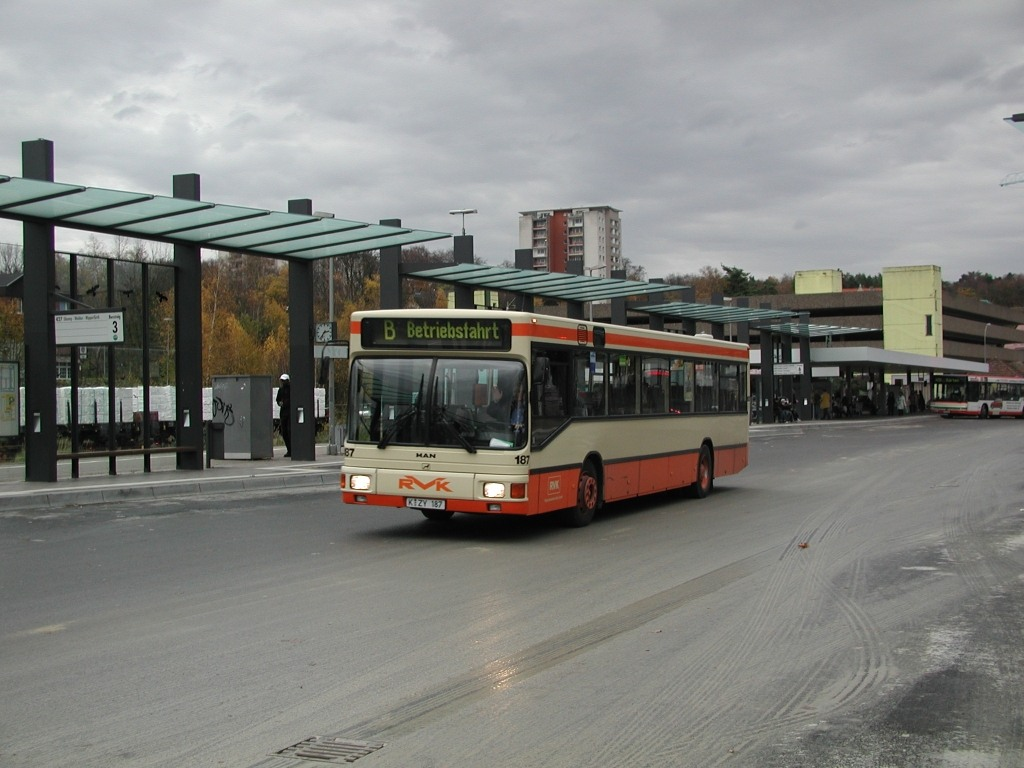
Ehemaliger RVK-Hochflurbus in Bergisch Gladbach (2006)
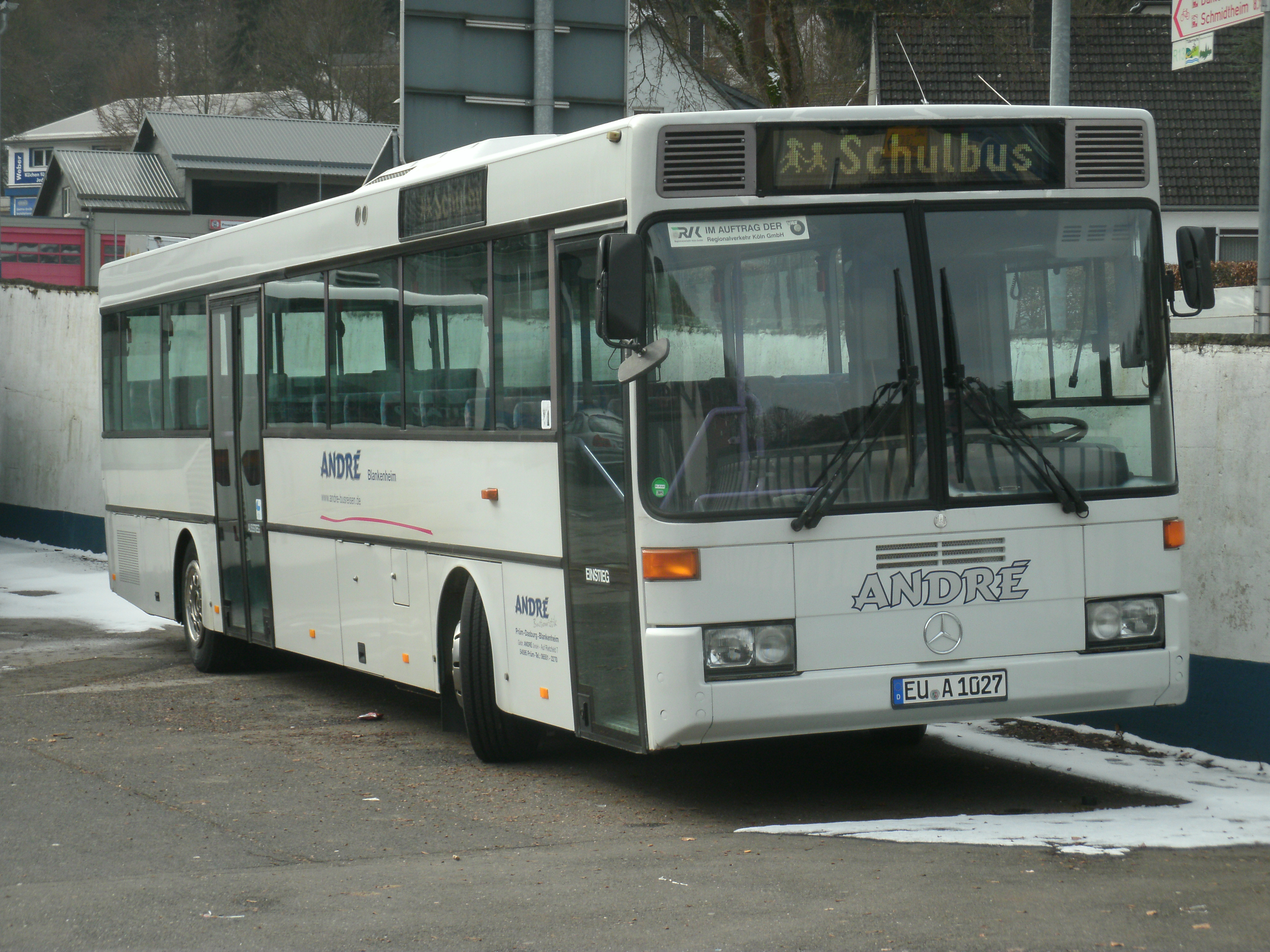
Überlandbus O 407 des Busverkehrs André Blankenheim (Ahr) im Auftrag der RVK (2011)

## Projekt „Null Emission“
Die RVK hat das Ziel „Null Emission“ in den Unternehmensgrundsätzen verankert. Im Rahmen dieses Projekts verpflichtet sich das Unternehmen nicht nur zur Einhaltung aller Umweltgesetze, sondern auch zur Nutzung innovativer Lösungen und Produkte auf dem neuesten Stand der Entwicklung. Ein Schwerpunkt liegt dabei auf dem Fuhrpark und der Infrastruktur des Unternehmens. Das Unternehmen strebt an, den gesamten Fuhrpark sukzessive durch Fahrzeuge mit umweltfreundlichen Antrieben zu ersetzen. Ab dem Jahr 2030 werden nur noch Fahrzeuge mit regenerativen oder emissionsfreien Antriebstechniken beschafft.
Seit 2011 testet das Unternehmen bereits Brennstoffzellen-Hybridbusse und erweitert kontinuierlich den Fuhrpark und die Tankstelleninfrastruktur. Seit September 2017 setzt das Unternehmen zudem auf Bio-Erdgasbusse im Kreis Euskirchen, auch aufgrund der regionalen Wertschöpfung.
Darüber hinaus hat das Unternehmen in den Jahren 2019, 2020 und 2021 völlig neue Systeme implementiert, die die umweltfreundliche Kombination von Bus, Bahn und Fahrrad ermöglichen. Dazu gehören das RVK e-Bike, das Bergische e-Bike und das Eifel e-Bike.
Auch der PKW-Fuhrpark der RVK besteht teilweise aus Brennstoffzellen-Hybrid-PKW. Eine vorausschauende Betriebsplanung schützt die Umwelt und das Klima, zum Beispiel durch den Einsatz kraftstoffsparender Kleinbusse und bedarfsorientierter Verkehre wie dem TaxiBus.
Das Unternehmen legt auch Wert auf die Einbindung der Mitarbeiterinnen und Mitarbeiter. Neben dem Fahrzeug spielt auch der Fahrzeugführer eine Rolle. Das Fahrpersonal wird regelmäßig im spritsparenden Fahren geschult und entwickelt kontinuierlich neue Verbesserungsvorschläge für den Umweltschutz in ihren jeweiligen Arbeitsbereichen.

## Verkehrsleistungen

### Betriebshof Wermelskirchen
Die Niederlassung in Wermelskirchen bedient hauptsächlich den Linienverkehr in Leichlingen und Wermelskirchen. Zum 1. Juli 2021 übernahm die RVK Leistungen der Firma Wiedenhoff. Davon betroffen waren die Linien 240 (Wermelskirchen-Remscheid), 252 (Burscheid-Solingen) sowie die Teilstücke der Linie 255 (Witzhelden-Oberschmitte-Leichlingen) und (Witzhelden-Metzholz-Leichlingen) heute als Linien 258 und 278.
Am 7. August 2023 startete der Bergische Schnellbus X24 welcher Wermelskirchen mit Leverkusen innerhalb von 41 Minuten in der Hauptverkehrszeit und 35 Minuten in der Nebenverkehrszeit verbindet. Allerdings wurde am 13. April 2025 der Bergische Schnellbus X24 aufgrund geringer Nachfrage eingestellt.
| Linie   | Streckenverlauf |
| ------- | --- |
| 240     | Wermelskirchen – Bergisch Born – Lennep Bf (gemeinsam mit den Stadtwerken Remscheid)                                                             |
| 252     | Solingen – Wupperhof/Glüder – Witzhelden – Hilgen – Burscheid-Mitte                                                                              |
| 258     | Leichlingen Bf – Witzhelden – Hilgen (gemeinsam mit der wupsi GmbH)                                                                              |
| 260     | Remscheid – Wermelskirchen – Burscheid – Leverkusen – Köln-Mülheim – Köln Hbf                                                                    |
| 261     | Wermelskirchen – Dhünn – Halzenberg( – Hückeswagen) (teilweise als ☏ Taxibus)                                                                    |
| 262     | ☏ Taxibus Dabringhausen – Dhünn |
| 263     | Wermelskirchen – Pantholz – Arnzhäuschen – Dabringhausen                                                                                         |
| 264     | Bürgerbus Wermelskirchen |
| 265     | Wermelskirchen – Pantholz – Grünenbäumchen – Dabringhausen                                                                                       |
| 266     | Wermelskirchen – Pohlhausen – Solingen-Burg |
| 268     | Schulbus Wermelskirchen – Buchholzen – Belten |
| 269     | ☏ Taxibus Herrlinghausen-Süd – Tente – Neu-Löh                                                                                                   |
| 270     | Wermelskirchen – Eich – Krankenhaus |
| 271     | Wermelskirchen – Eich – Am Stadtrand |
| 273(BF) | Bergischer Fahrradbus Lev-Opladen – Burscheid – Wermelskirchen – Hückeswagen – Wipperfürth – Marienheide (gemeinsam mit der OVAG und wupsi GmbH) |
| 278     | Leichlingen Bf (– Pilgerheim) – Metzholz – Witzhelden – Hilgen (gemeinsam mit der wupsi GmbH)                                                    |
| 279     | Schulbus Witzhelden – Leichlingen – Verbundschule Nord                                                                                           |
| N 26    | Nachtbus Köln Hbf – Burscheid – Hilgen – Wermelskirchen (keine Rückfahrt)                                                                        |
| N 28    | Nachtbus Leichlingen Bf – Unterschmitte – Metzholz – Witzhelden – Oberschmitte – Leichlingen Bf                                                  |

### Betriebshof Bergisch Gladbach
Die RVK teilt sich mit der wupsi GmbH den Linienverkehr sowie aktuell noch das Betriebsgelände in Bergisch Gladbach. Seit Anfang Mai 2025 wird in Bergisch Gladbach-Moitzfeld der neue Betriebshof „Grüner Mobilhof GL“ für emissionsfreie Fahrzeuge gebaut. Hier sollen zukünftig 40 Fahrzeuge stationiert werden.
| Linie | Streckenverlauf                                                                                          |
| ----- | --- |
| SB 40 | Schnellbus Köln Hbf – Refrath – Bensberg                                                                 |
| 267   | Bergischer Wanderbus Berg. Gladbach – Odenthal – Wermelskirchen                                          |
| 400   | Berg. Gladbach – Kreishaus – Bensberg                                                                    |
| 419   | Overath – Marialinden                                                                                    |
| 420   | Bensberg – Untereschbach – Overath                                                                       |
| 421   | Bensberg – Immekeppel – Lindlar                                                                          |
| 422   | Immekeppel – Untereschbach – Hoffnungsthal – Rösrath Bf                                                  |
| 423   | Flughafen Köln/Bonn – Königsforst – Rösrath Bf – Bensberg                                                |
| 425   | Bürgerbus Overath                                                                                        |
| 440   | ☏ Taxibus Untereschbach – Frielinghausen                                                                 |
| 441   | ☏ Taxibus Hoffnungsthal Rathaus – Durbusch – Hoffnungsthal Bf                                            |
| 442   | Schulbus Rösrath Schulen – Oberlüghausen – Blech                                                         |
| 443   | Schulbus Rösrath Schulen – Kleineichen – Forsbach                                                        |
| 444   | Schulbus Rösrath Schulen – Rambrücken – Oberschönrath                                                    |
| 445   | Schulbus Rösrath Schulen – Hoffnungsthal                                                                 |
| 446   | Schulbus Rösrath Schulen – Pannhof                                                                       |
| 448   | ☏ Taxibus Overath – Hufe – Vilkerath Unterheide                                                          |
| 449   | ☏ Taxibus Overath – Marialinden – Federath – Schlingenthal                                               |
| 453   | Berg. Gladbach – Herkenrath – Grünenbäumchen/Oberkülheim                                                 |
| 454   | Bensberg – Herkenrath – Bechen                                                                           |
| 455   | Berg. Gladbach – Lückerath – Bensberg – Herkenrath                                                       |
| 456   | Berg. Gladbach – Hand                                                                                    |
| 457   | Stadthüpfer Bensberg Rosenhecke – Bensberg – Mediterana                                                  |
| N 45  | Nachtbus Berg. Gladbach – Heidkamp – Bensberg – Moitzfeld – Herkenrath – Berg. Gladbach                  |
| N 46  | Nachtbus Berg. Gladbach – Herkenrath – Moitzfeld – Bensberg – Heidkamp – Berg. Gladbach                  |
| N 47  | Nachtbus Bensberg – Heiligenhaus – Overath Steinhof – Marialinden – Overath Bf – Heiligenhaus – Bensberg |

### Betriebshof Hürth
Der Standort Hürth befindet sich auf dem Betriebsgelände der Fa. Schilling GmbH, einem Tochterunternehmen der KVB, bei dem ebenfalls die Wartungs- & Instandsetzungsarbeiten in Auftrag gegeben werden. Von dem Betriebshof in Hürth werden die Fahrzeuge in Hürth, Brühl, Wesseling und teilweise in Bornheim eingesetzt.
| Linie | Streckenverlauf                                                                                       | Auftraggeber         |
| ----- | --- | -------------------- |
| 701   | Brühl Mitte (Stadtbahn) – Kierberg – Brühl-Heide                                                      | Stadtwerke Brühl     |
| 702   | Brühl Mitte (Stadtbahn) – Kierberg – Brühl-Heide                                                      | Stadtwerke Brühl     |
| 703   | Brühl Mitte (Stadtbahn) – Max Ernst Museum (Abzweig Bf.) – Brühl Ost                                  | Stadtwerke Brühl     |
| 704   | Brühl-Vochem – Brühl Mitte (Stadtbahn) – Brühl West, Roddergrube                                      | Stadtwerke Brühl     |
| 705   | Brühl Mitte (Stadtbahn) – Brühl West, Am Wasserturm                                                   | Stadtwerke Brühl     |
| 706   | Brühl Mitte (Stadtbahn) – Brühl Badorf                                                                | Stadtwerke Brühl     |
| 707   | Brühl Mitte (Stadtbahn) – Pingsdorf – Brühl Badorf                                                    | Stadtwerke Brühl     |
| 708   | Brühl Mitte (Stadtbahn) – Brühl, Badorf                                                               | Stadtwerke Brühl     |
| 709   | Brühl Mitte (Stadtbahn) – Jordanstraße – Brühl Ost                                                    | Stadtwerke Brühl     |
| 711   | Hürth Mitte (ZOB) – Alstädten-Burbach – Gleuel – Hürth-Berrenrath                                     | Stadtwerke Hürth     |
| 712   | Hürth Mitte (ZOB) – Hermülheim (Stadtbahn) – Hürth-Efferen                                            | Stadtwerke Hürth     |
| 713   | Hermülheim (Stadtbahn) – Hürth Mitte (ZOB) – Alt-Hürth – Knapsack                                     | Stadtwerke Hürth     |
| 714   | Hürth Mitte (ZOB) – Hermülheim (Stadtbahn) – Kalscheuren Bf – Winterstraße (– Fischenich (Stadtbahn)) | Stadtwerke Hürth     |
| 717   | Schulbus Hürth-Gleul – Berrenrath – Knapsack – Kendenich                                              | Stadtwerke Hürth     |
| 720   | Hermülheim (Stadtbahn) – Hürth Mitte (ZOB) – Kendenich – Fischenich (Stadtbahn)                       | Stadtwerke Hürth     |
| 721   | Wesseling (Stadtbahn) – Keldenich – Urfeld                                                            | Stadtwerke Wesseling |
| 722   | ☏ Taxibus Sechtem Bf – Erlenweg                                                                       | Stadtwerke Wesseling |
| 723   | Wesseling (Stadtbahn) – Keldenich                                                                     | Stadtwerke Wesseling |

### Betriebshof Bornheim
Seit 2019 ist Bornheim der Standort des Betriebshofs, von dem aus die meisten Fahrzeuge im Auftrag der Stadtwerke Bonn (SWB) betrieben werden.
| Linie | Streckenverlauf | Auftraggeber     |
| ----- | --- | ---------------- |
| SB69  | Bonn Hbf. – Endenich – Duisdorf – Brüser Berg – Hardthöhe Südwache | SWB Bus und Bahn |
| 600   | Ippendorf Altenheim – Venusberg – Südstadt – Bonn Hbf. – Castell – Graurheindorf Kranenweg | SWB Bus und Bahn |
| 601   | Venusberg Uniklinikum Süd – Poppelsdorf – Bonn Hbf. – Castell – Auerberg – Tannenbusch Mitte – Tannenbusch Agnetendorfer Str.                                                                                | SWB Bus und Bahn |
| 602   | (Venusberg Uniklinikum Süd –) Waldau – Ippendorf – Poppelsdorf – Bonn Hbf. – Stadthaus – Nordstadt – Tannenbusch Mitte – Tannenbusch Agnetendorfer Str.                                                      | SWB Bus und Bahn |
| 603   | Röttgen – Ippendorf – Poppelsdorf – Bonn Hbf. – Konrad-Adenauer-Platz – Beuel-Ost – Neu Vilich – Pützchen Alte Schulstr.                                                                                     | SWB Bus und Bahn |
| 604   | Ückesdorf Mitte – Lengsdorf – Endenich – Bonn Hbf. – Stadthaus – Nordstadt – Auerberg – Buschdorf – Hersel                                                                                                   | SWB Bus und Bahn |
| 606   | Hardtberg Klinikum – Medinghoven – Duisdorf Bf. – Duisdorf Mitte – Endenich – Bonn Hbf. – Beuel Krankenhaus – Limperich – Ramersdorf                                                                         | SWB Bus und Bahn |
| 607   | Hardtberg Klinikum – Medinghoven – Duisdorf Bf. – Duisdorf Mitte – Endenich – Bonn Hbf. – Beuel Mitte – Beuel Bf. – Limperich – Ramersdorf                                                                   | SWB Bus und Bahn |
| 608   | Hardthöhe Südwache – Brüser Berg – Duisdorf – Endenich – Bonn Hbf – Beuel Mitte – Pützchen – Kohlkaul – Gielgen                                                                                              | SWB Bus und Bahn |
| 609   | Hardthöhe Südwache – Brüser Berg – Duisdorf – Endenich – Bonn Hbf – Beuel Mitte – Pützchen – Holzlar – Gielgen                                                                                               | SWB Bus und Bahn |
| 610   | Duisdorf Bf – Lessenich – Dransdorf – Endenich – Bonn Hbf – UN-Campus Bf – Bad Godesberg Bf/Rheinallee – Mehlem, Giselherstraße                                                                              | SWB Bus und Bahn |
| 611   | Lessenich Sportplatz – Messdorf – Dransdorf – Endenich Nord Bf. – Endenich – Bonn Hbf. – UN Campus Bf. – Gronau – Plittersdorf – Bad Godesberg Bf./Rheinallee – Bad Godesberg Mitte – Muffendorf – Heiderhof | SWB Bus und Bahn |
| 613   | Heiderhof – Muffendorf – Bad Godesberg Mitte – Bad Godesberg Bf./Rheinallee – Rüngsdorf – Mehlem Bf. – Mehlem Ort – Mehlem Giselherstraße                                                                    | SWB Bus und Bahn |
| 630   | Tannenbusch Agnetendorfer Str. – Tannenbusch Mitte – Dransdorf – Lessenich – Messdorf – Duisdorf Bf. – Medinghoven – Brüser Berg – Ückesdorf – Ippendorf – Venusberg Uniklinikum Süd                         | SWB Bus und Bahn |
| 631   | Graurheindorf Mondorfer Fähre – Buschdorf – Dransdorf – Endenich Nord Bf. – Endenich – Poppelsdorf – Kessenich – Friesdorf – R.-Schuman-Platz                                                                | SWB Bus und Bahn |
| 636   | Ramersdorf – Holtorf – Gielgen – Hangelar Ost | SWB Bus und Bahn |
| 637   | Bad Godesberg Bf/Rheinallee – Muffendorf – Bad Godesberg Bahnhof/Rheinallee | SWB Bus und Bahn |
| 638   | R.-Schuman-Platz – Plittersdorf – Bad Godesberg Bf./Rheinallee – Bad Godesberg Mitte – Schweinheim, Evangelisches Krankenhaus                                                                                | SWB Bus und Bahn |
| 639   | Schweinheim, Evangelisches Krankenhaus – Bad Godesberg Mitte – Bad Godesberg Bf./Löbestr. | SWB Bus und Bahn |
| 640   | Bonn Hbf. – Beuel Mitte – Schwarzrheindorf – Geislar – Meindorf – Menden Bf. – Mülldorf – Siegburg Bf. | SWB Bus und Bahn |

### Betriebshof Meckenheim
Von Meckenheim wird der größte Teil des linksrheinischen Rhein-Sieg-Kreis abgedeckt. Das Liniengebiet bezieht sich teilweise auch über die Nordrhein-Westfälische Grenze bis nach Remagen.
| Linie | Streckenverlauf                                                                          |
| ----- | ---------------------------------------------------------------------------------------- |
| 740   | Rheinbacher Landhüpfer                                                                   |
| 741   | Rheinbach Bf – Kurtenberg – Wald                                                         |
| 745   | Bornheimer Berghüpfer                                                                    |
| 800   | Bonn Hbf – Duisdorf Bf – Alfter – Lüftelberg – Rheinbach                                 |
| 812   | Alfter-Volmershoven – Hardtberg, Gaußstraße                                              |
| 813   | Stadthüpfer Rheinbach                                                                    |
| 817   | Rheinbach Bf – Heimerzheim – Bornheim – Tannenbusch-Mitte                                |
| 818   | Sechtem Bf – Waldorf – Hersel (Stadtbahn)                                                |
| 842   | Duisdorf Bf – Oedekoven – Alfter (Stadtbahn) – Roisdorf Bf – Bornheim Mitte – Sechtem Bf |
| 843   | Alfter – Duisdorf Bf – Röttgen – Meckenheim-Industriepark                                |
| 845   | Bonn Hbf – Duisdorf Bf – Buschhoven – Morenhoven – Heimerzheim                           |
| 855   | Bad Godesberg, Rheinufer – BN-Bad Godesberg Bf/Rheinallee – Villip – Meckenheim Bf       |
| 856   | Bad Godesberg Bf/Löbestraße – Lannesdorf – Ließem – Berkum EKZ – Remagen, Oedingen       |
| 857   | Bad Godesberg Bf/Löbestraße – Mehlem – Niederbachem – Berkum EKZ – Meckenheim Bf         |
| 858   | Meckenheim Bf – Le-Mée-Platz – Meckenheim-Industriepark                                  |
| 859   | Lüftelberg Ort – Meckenheim-Industriepark                                                |
| 880   | ☏ Taxibus Berkum – Züllinghoven – Oberbachem                                             |
| 881   | Pech Sportplatz – Villip – Berkum EKZ                                                    |
| 882   | Roisdorf Bf – Alfter – Roisdorf Bf                                                       |
| 883   | ☏ Taxibus Endenich Nord Bf – Dransdorf – Roisdorf Bf                                     |
| 884   | Bonn-Lessenich – Duisdorf Bf – Gielsdorf Wasserturm                                      |

### Betriebshof Euskirchen
Der Hof in Euskirchen liegt direkt am Bahnhof von Euskirchen. Von dort wird das gesamte Gebiet des Kreises Euskirchen und der Voreifel bis in den Rhein-Sieg-Kreis und Bonn bedient. Dabei ist besonders auffällig, dass der Kreis Euskirchen überwiegend mit Taxibussen und Anrufsammeltaxen bedient wird. Die Linienliste wurde dementsprechend aufgeteilt in den normalen Linienverkehr und den Sonderverkehren der RVK in Euskirchen.
| Linie   | Streckenverlauf                                                                                         | Auftraggeber |
| ------- | --- | ------------ |
| SB 81   | Schnellbus Kall Bf – Gemünd – Schleiden – Hellenthal                                                    |              |
| SB 82   | Nationalpark Shuttle Kall Bf – Gemünd – Vogelsang I P                                                   |              |
| 772     | Citybus Bad Münstereifel                                                                                |              |
| 801     | Euskirchen Bf – Kreuzweingarten – Iversheim – Bad Münstereifel Bf                                       |              |
| 807     | Euskirchen Bf – Frauenberg – Friesheim – Lechenich – Erftstadt Bf                                       |              |
| 808     | Euskirchen Bf – Euenheim – Wißkirchen – Kommern – Mechernich                                            |              |
| 810     | Euskirchen Bf – Euenheim – Wißkirchen – Enzen – Lövenich – Schwerfen – Zülpich                          |              |
| 829     | Kall Bf – Gemünd – Schleiden – Hellenthal                                                               |              |
| 830     | Zingsheim – Vussem – Mechernich Bf (teilweise als ☏ Taxibus)                                            |              |
| 860     | Euskirchen Bf – Lindenweg – Marienhospital – Euskirchen Bf (Ringverkehr)                                | SVE          |
| 865/807 | Euskirchen Bf – Frauenberg – Oberwichterich (- 807 Erftstadt Bf)                                        | SVE          |
| 869     | Euskirchen Bf – Kessenich – Lommersum – Derkum Bf                                                       |              |
| 870     | Euskirchen Bf – Wüschheim – Kuchenheim (– Steinbachtalsperre) – Stotzheim – Euskirchen Bf (Ringverkehr) | SVE          |
| 871     | Marienhospital – Euskirchen Bf – Memelstraße                                                            | SVE          |
| 872     | Josef-Franke-Straße – Euskirchen Bf (– Euskirchener Heide) – Theodor-Körner-Straße                      | SVE          |
| 873     | Euskirchen Bf – Stotzheim – Niederkastenholz – Schweinheim / Steinbachtalsperre                         | SVE          |
| 874     | Euskirchen Bf – Kuchenheim – Flamersheim – Kirchheim                                                    | SVE          |
| 875     | Euskirchen Bf – Kleinbüllesheim – Großbüllesheim – Wüschheim                                            | SVE          |
| 876     | Euskirchen Bf – Kuchenheim – Weidesheim – Dom-Esch                                                      | SVE          |
| 877     | Euskirchen Bf – Billig – Kreuzweingarten                                                                | SVE          |
| 878     | Euskirchen Bf – Euenheim – Wißkirchen                                                                   | SVE          |
| 985     | Euskirchen Bf – Derkum – Weilerswist Bf – Pingsdorf – Brühl Mitte                                       |              |
| 986     | Weilerswist Bf – Metternich – Heimerzheim                                                               |              |

| Linie | Streckenverlauf                                                                | Sonderformen               | Saisonzeit                      |
| ----- | ------------------------------------------------------------------------------ | -------------------------- | ------------------------------- |
| 760   | Schülerverkehr Blankenheim                                                     | Schülerverkehr             |                                 |
| 761   | Schülerverkehr Bad Münstereifel                                                | Schülerverkehr             |                                 |
| 762   | Schülerverkehr Zülpich                                                         | Schülerverkehr             |                                 |
| 763   | Schülerverkehr Hellenthal                                                      | Schülerverkehr             |                                 |
| 764   | Schülerverkehr Kall                                                            | Schülerverkehr             |                                 |
| 765   | Schülerverkehr Nettersheim                                                     | Schülerverkehr             |                                 |
| 766   | Schülerverkehr Schleiden                                                       | Schülerverkehr             |                                 |
| 767   | Schülerverkehr Berufsschulen im Kreis Euskirchen                               | Schülerverkehr             |                                 |
| 768   | Schülerverkehr Steinfeld                                                       | Schülerverkehr             |                                 |
| 769   | Schülerverkehr Weilerswist                                                     | Schülerverkehr             |                                 |
| 770   | Kall Bf – Nettersheim – Blankenheim – Mirbach                                  | Wanderbus                  | 07. April bis 01. November 2023 |
| 773   | Mechernich Bf – Mechernich Mühlenpark – Kommern Freilichtmuseum                | Taxibus                    |                                 |
| 802   | Euskirchen Bf – Kuchenheim – Kurtenberg – Rheinbach Bf                         | Schülerverkehr             |                                 |
| 805   | Kall Bf – Wallenthal – Dottel                                                  | Taxibus                    |                                 |
| 806   | Euskirchen Bf – Dom-Esch – Metternich – Heimerzheim                            | Schülerverkehr             |                                 |
| 809   | Euskirchen Bf – Billig – Antweiler – Satzvey – Kommern – Mechernich – Holzheim | Taxibus / Schülerverkehr   |                                 |
| 811   | Mechernich Bf – Kommern – Schwerfen – Zülpich                                  | Taxibus                    |                                 |
| 814   | Gemünd – Wolfgarten – Schleiden – Urftsee/Haftenbach                           | Taxibus / Kermeter Shuttle | 07. April bis 01. November 2023 |
| 815   | Kall Bf – Gemünd – Dreiborn – Monschau                                         | Fahrradbus                 | 07. April bis 01. November 2023 |
| 816   | Winzen – Broich – Kerperscheid – Schleiden                                     | Taxibus                    |                                 |
| 819   | Bad Münstereifel Bf – Schönau – Mahlberg – Soller – Rupperath                  | Taxibus / Schülerverkehr   |                                 |
| 820   | Bouderath – Frohngau – Engelgau – Nettersheim – Marmagen – Bahrhaus            | Taxibus / Schülerverkehr   |                                 |
| 821   | Bad Münstereifel Bf – Gilsdorf – Pesch – Zingsheim – Nettersheim               | Taxibus / Schülerverkehr   |                                 |
| 822   | Bad Münstereifel Bf – Schönau – Berresheim – Hümmel – Ohlenrath                | Taxibus / Schülerverkehr   |                                 |
| 823   | Weilerswist Bf – Vernich – Lommersum – Bodenheim                               | Taxibus / Schülerverkehr   |                                 |
| 824   | Blankenheim Busbf – Holzmülheim – Frohngau – Bouderath – Bad Münstereifel Bf   | Taxibus / Schülerverkehr   |                                 |
| 825   | Tondorf – Lindweiler – Lommersdorf                                             | Taxibus / Schülerverkehr   |                                 |
| 826   | Mechernich Bf – Vussem – Kalenberg                                             | Taxibus / Schülerverkehr   |                                 |
| 828   | Bad Münstereifel Bf – Effelsberg – Houverath – Scheuren                        | Taxibus / Schülerverkehr   |                                 |
| 831   | Gemünd – Dreiborn – Schleiden                                                  | Taxibus / Schülerverkehr   |                                 |
| 832   | Blankenheim Bf – Freilingen – Dollendorf – Ahrdorf                             | Taxibus / Schülerverkehr   |                                 |
| 833   | Blankenheim Bf – Hüngersdorf – Dollendorf – Waldorf                            | Taxibus / Schülerverkehr   |                                 |
| 834   | Blankenheim Bf – Schmidtheim – Dahlem – Kronenburg – Berk                      | Taxibus / Schülerverkehr   |                                 |
| 835   | Blankenheim Bf – Marmagen – Gillenberg – Reifferscheid – Schleiden             | Schülerverkehr             |                                 |
| 836   | Hellenthal – Schöneseiffen – Harperscheid – Schleiden                          | Taxibus / Schülerverkehr   |                                 |
| 837   | Hellenthal – Reifferscheid – Manscheid – Hecken                                | Taxibus / Schülerverkehr   |                                 |
| 838   | Hellenthal – Reifferscheid – Rescheid – Schnorrenberg                          | Taxibus / Schülerverkehr   |                                 |
| 839   | Hellenthal – Hollerath – Ramscheid – Udenbreth – Losheim                       | Taxibus / Schülerverkehr   |                                 |
| 879   | Wildgehege – Hellenthal – Wollenberg                                           | Taxibus                    |                                 |
| 885   | Manscheid – Sistig – Rinnen – Sötenich – Kall Bf                               | Taxibus / Schülerverkehr   |                                 |
| 886   | Blankenheim Bf – Marmagen – Urft Bf – Kall Bf                                  | Taxibus / Schülerverkehr   |                                 |
| 887   | Bad Münstereifel Bf – Eschweiler – Holzheim – Mechernich                       | Taxibus                    |                                 |
| 888   | Mechernich Bf – Roggendorf – Glehn – Eicks – Kommern                           | Taxibus                    |                                 |
| 889   | Füssenich – Dessenich – Zülpich – Enzen                                        | Taxibus                    |                                 |
| 891   | Zingsheim – Kall Bf – Golbach – Schleiden                                      | Taxibus / Schülerverkehr   |                                 |
| 892   | Linzenich – Zülpich – Juntersdorf – Bürvenich                                  | Taxibus                    |                                 |
| 895   | Wolfgarten – Gemünd – Urftsee                                                  | Taxibus                    |                                 |
| 984   | Metternich – Juntersdorf – Zülpich – Sinzenich – Lechenich – Weilerswist       | Schülerverkehr             |                                 |